# Beatrice Kaps-Zurmahr
Beatrice Kaps-Zurmahr (* 18. Februar 1977 in Dessau) ist eine deutsche Bühnen- und Filmschauspielerin.

## Biografie
Über ihren Vater Helmut Kaps-Zurmahr, Schauspieler am Anhaltischen Theater Dessau, bekam Beatrice kleine Auftritte und erwarb erste Bühnenerfahrungen. Ein 1996 begonnenes Design-Studium am Bauhaus in Dessau brach sie ab, als sie 1998 am Theater der Keller in Köln einen Platz für Schauspielunterricht fand. 2002 bekam sie ein Engagement am Theater Rudolstadt. Nach weiteren Auftritten in Dessau und Köln und einer Filmproduktion spielte sie von 2004 bis 2009 sowie von 2010 bis 2020 die Arzthelferin „Andrea Neumann“ in der ARD-Serie Lindenstraße.
Kaps-Zurmahr beherrscht klassischen Gesang, Musical und Chanson und besitzt Fähigkeiten im Fechten, Reiten und in Aikido.

## Bühnenengagements
- 1997 Dreigroschenoper (Bertolt Brecht) am Anhaltischen Theater Dessau: Hure
- 1999 Die Feuerwehr (Herbert Wandschneider) am theater der keller, Köln: Feuerwehrfrau
- 2000 Gombrichs Geschichte(n) (nach Ernst H. Gombrich) am theater der keller, Köln: Rolle D
- 2001 Crimes of the Heart (Beth Henley) am theater der keller, Köln: Babe
- 2002 Grenzlandtheater Aachen
- 2002 Landestheater Eisenach
- seit 2002 Theater in Rudolstadt:
  - Das kalte Herz (Wilhelm Hauff)
  - Der kaukasische Kreidekreis (Bertolt Brecht)
  - Der Hauptmann von Köpenick (Carl Zuckmayer)
  - Don Quijote (nach Miguel de Cervantes)
  - Die Welle (Morton Rhue): Anja
  - Gatte gegrillt (Debbie Isitt): Laura
  - Im weißen Rößl (Ralph Benatzky): Klärchen Hinzelmann
- 2014: Was geschah wirklich mit Baby Jane? (nach der Romanvorlage von Henry Farrell) am arkadas Theater – Bühne der Kulturen
- 2014: Tussipark am Packhaustheater in Bremen

## Filmografie (Auswahl)
- 2000: Anwälte der Toten (Fernsehreihe, 1 Folge)
- 2004: Shots
- 2004–2009, 2010–2020: Lindenstraße (Fernsehserie)
- 2011: Wilsberg: Tote Hose (Fernsehreihe)